# EN1

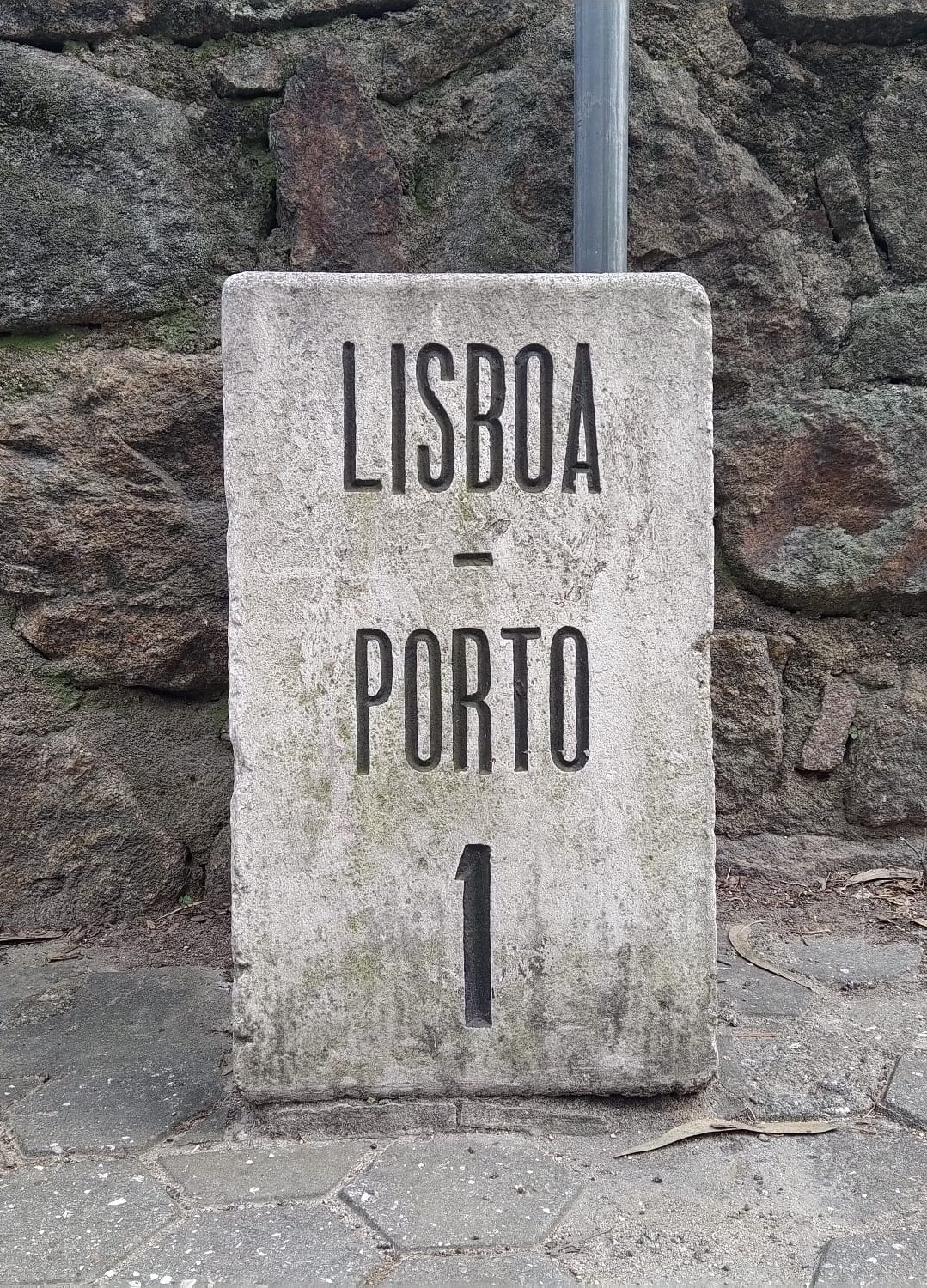
Marco miriamétrico ao km 300 da EN 1 em Laborim, no concelho de Vila Nova de Gaia

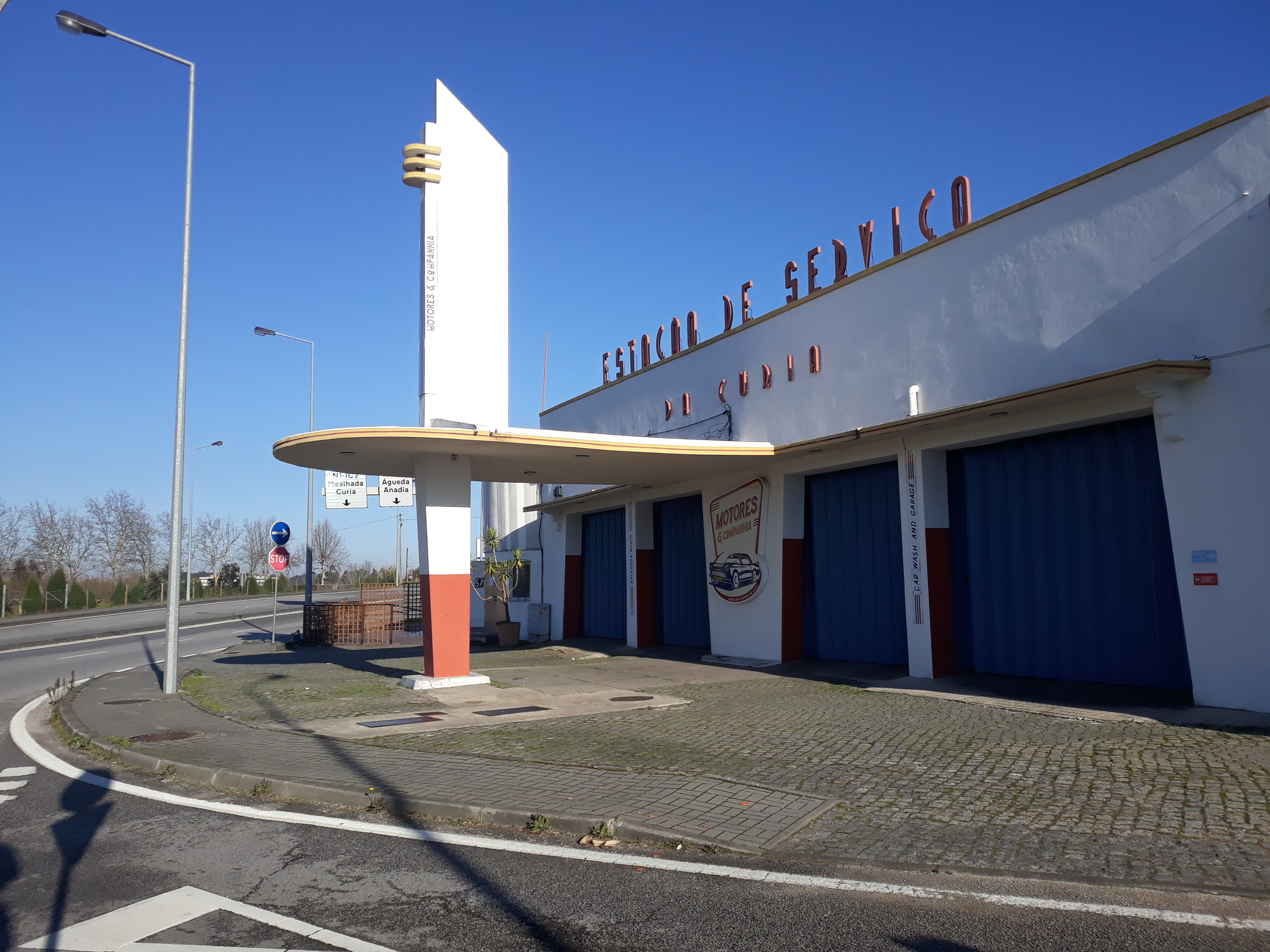
Estação de serviço da Curia, ao km 214 da E.N.1

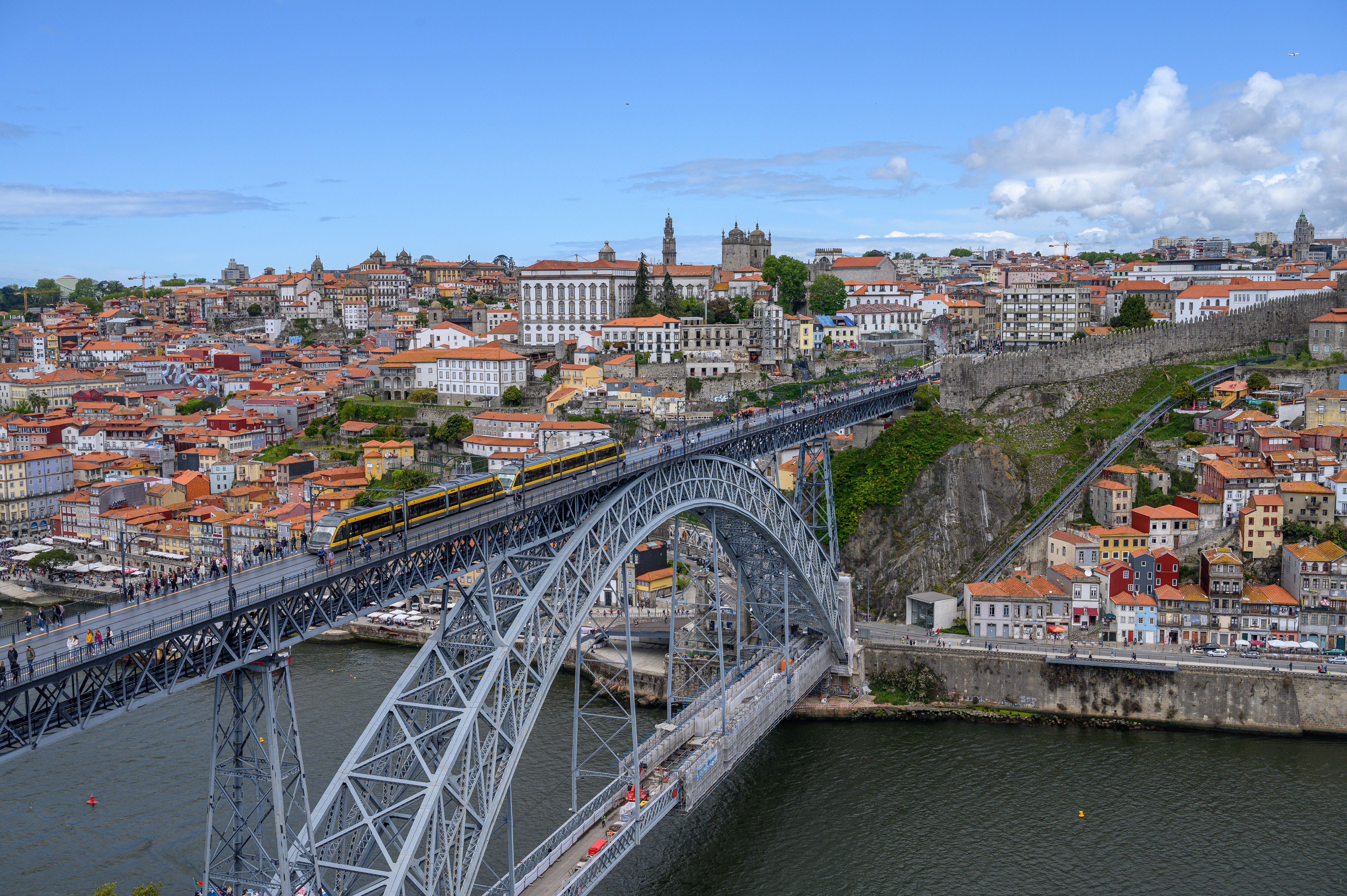
A EN 1 entrava na cidade do Porto pelo tabuleiro superior da Ponte D. Luís, que marcava o troço final desta via

A Estrada Nacional nº1 ou Estrada Lisboa-Porto é uma estrada nacional portuguesa, que liga Lisboa ao Porto. Tem uma extensão total de 272 quilómetros e percorre os distritos de Lisboa, Santarém, Leiria, Coimbra, Aveiro e Porto.
O seu traçado original foi formalizado no Plano Rodoviário Nacional de 1945 e seguia, na maioria da sua extensão, o da antiga Estrada Real Porto-Lisboa, sua antecessora, por onde circulava o serviço de mala-posta que ligava as duas cidades. Entre 1945 e 1991, assumiu o papel de principal via de comunicação entre as metades norte e sul de Portugal, nomeadamente entre as duas maiores cidades do país, Lisboa e Porto.  
De acordo com o Plano Rodoviário Nacional original, datado de 1945, era considerada uma Estrada Nacional de 1.ª Classe, sendo uma das 18 com a classificação de Itinerário Principal, estando sinalizada a vermelho.
O seu traçado original atravessava o centro de 14 sedes de concelho, atravessando seis distritos. Actualmente, apenas as travessias da Mealhada e Vila Franca de Xira são efectuadas pelo traçado original sem que haja alternativa gratuita, já que vários troços sofreram pequenas correcções ou foram substituídos por variantes em formato de via rápida, sendo as mais importantes aquelas que contornam as cidades de Leiria, Coimbra, Rio Maior, Águeda, Oliveira de Azeméis e São João da Madeira. Estes troços formam o IC2, em conjunto com a maior parte do traçado original da Nacional 1 entre o Carregado e os Carvalhos (sinalizado como N1-IC2). Aliás, o único troço desta estrada incluído no Plano Rodoviário Nacional apenas com a designação "EN1" é o troço Vila Franca-Alenquer.
Antes da construção da A1 e da migração de parte substancial do tráfego para essa via de maior capacidade, havia uma grande quantidade de restaurantes vocacionados para o serviço aos viajantes de longo curso. Alguns desses vieram a tornar-se pontos de encontro ou de referência mais ou menos populares.
Em 1961 foi inaugurado o primeiro troço da futura A1, com 26 km. Uma vez que na época não havia uma numeração separada para as autoestradas, este troço foi numerado como N1, tendo o traçado original da N1 sido renomeado para N10. Com a atribuição de numeração separada para as autoestradas, esta secção de autoestrada passou a ser parte integrante da A1, pelo que a N1 passou a ter o seu início em Vila Franca de Xira.
Em 1973, foi inaugurada uma variante à EN1 entre Chão da Feira (Porto de Mós) e Venda das Raparigas (Alcobaça), tendo o anterior traçado sido integrado na EN8 a norte de Alcobaça e reclassificado como EN8-6 a sul desta cidade.
Posteriormente, com a entrada em vigor do Plano Rodoviário Nacional de 1985, foram sendo construídas mais variantes aos pontos mais críticos do percurso em termos de tráfego, tendo estas no entanto sido sinalizadas como IC2 e não como EN1.
Com o avanço da construção da A1 nas décadas de 1970 e de 1980, a EN1 foi perdendo o papel de principal via de comunicação entre as duas maiores cidades portuguesas, tendo sido definitivamente relegada para segundo plano com a abertura do último troço da Auto-estrada do Norte, a 13 de Setembro de 1991. 

## Ramais
EN1-1: Para a estação de Alverca (Classificada desde 1961 como "EN10-7")
EN1-2: Alverca - Bulhaco (Classificada desde 1961 como "EN10-6")
EN1-3: Para o cais do Carregado
EN1-4: Marés - Ponte da Prezada
EN1-5: Para o Cercal
EN1-6: Para a estação de Albergaria dos Doze (proximidades)
EN1-7: Condeixa - Estação de Taveiro
EN1-8: Para a estação da Mealhada
EN1-9: Para a Curia
EN1-10: Para Anadia
EN1-11: Para a estação da Sarnada
EN1-12: Albergaria-a-Nova - Salreu
EN1-13: Três Estradas - Beire
EN1-14: Picoto - Estação de Esmoriz
EN1-15: Vila Nova de Gaia - Espinho (proximidades)
EN1-16: Para a EN109

## Traçado

### VILA FRANCA DE XIRA-VILA NOVA DE GAIA
| Nome da Saída/Localidade Intermédia                  | Estrada que liga |
| ---------------------------------------------------- | ---------------- |
| Vila Franca de Xira                                  | N 10             |
| Samora Correia                                       | N 10             |
| Ílhavo                                               | R 590            |
| A 1                                                  | A 1              |
| Povos                                                |                  |
| Castanheira do Ribatejo                              |                  |
| Quintas                                              |                  |
| Carregado                                            |                  |
| Vila Nova da Rainha                                  | A 1 IC 2 N 3     |
| Troço em comum com o IC 2 (Casais Novos - Carvalhos) |                  |
| Casais Novos                                         |                  |
| Alenquer                                             | N 9 R 518 R 522  |
| Alenquer                                             | R 518 R 522      |
| Cheganças                                            |                  |
| Ota                                                  |                  |
| Abrigada                                             |                  |
| São Salvador                                         |                  |
| Alcoentre                                            | N 366            |
| Manique do Intedente                                 | M 508            |
| Asseiceira                                           |                  |
| Óbidos / Santarém                                    | A 15 IP 6        |
| Rio Maior                                            |                  |
| Freiria                                              | N 114            |
| Alto da Serra                                        |                  |
| Venda das Raparigas                                  |                  |
| Benedita                                             | N 8-6            |
| Candeeiros                                           |                  |
| Freires                                              |                  |
| Charneca do Rio Seco                                 |                  |
| Carvalhal                                            |                  |
| Redondas / Covão do Milho                            |                  |
| Casais da Charneca                                   |                  |
| Termo de Évora                                       |                  |
| Lagoa do Cão                                         |                  |
| Ataíja de Cima                                       |                  |
| Casais de Santa Teresa                               |                  |
| Casais de Cima                                       |                  |
| Pedreiras                                            |                  |
| Tremeceira                                           |                  |
| Aljubarrota                                          | N 8              |
| Calvaria de Cima / Porto de Mós                      | N 243            |
| São Jorge                                            |                  |
| Batalha                                              | N 356            |
| Faniqueira                                           |                  |
| Azoia                                                |                  |
| A 8 / Parceiros                                      | A 8 IC 36        |
| Leiria                                               |                  |
| Marinha Grande                                       | N 242            |
| Monte Redondo / Ourém                                | N 109 N 113      |
| Boa Vista                                            |                  |
| Casal da Quinta                                      |                  |
| Meirinhas                                            |                  |
| Outeiro da Ranha                                     |                  |
| Matos da Ranha                                       |                  |
| Ranha de Baixo                                       |                  |
| Travasso                                             |                  |
| Mancos                                               |                  |
| Charneca                                             |                  |
| Flandes                                              |                  |
| Pombal                                               | N 237            |
| Ansião                                               | N 237            |
| IC 8                                                 | IC 8             |
| Fontinha                                             |                  |
| Sacutos                                              |                  |
| Venda da Cruz                                        |                  |
| Rego da Água / Pelariga                              |                  |
| Redinha                                              |                  |
| Barreiras                                            |                  |
| Casconho                                             |                  |
| Porto Coelheiro                                      |                  |
| Presa                                                |                  |
| Arrifana                                             |                  |
| Condeixa-a-Velha                                     | IC 3 N 347       |
| Condeixa-a-Nova                                      |                  |
| A 1                                                  | A 1              |
| Vila Pouca                                           |                  |
| Coimbra                                              |                  |
| Santa Clara                                          |                  |
| Taveiro                                              |                  |
| Circular Externa de Coimbra                          |                  |
| Santa Cruz (Coimbra)                                 |                  |
| Pedrulha                                             |                  |
| Adémia                                               | N 111            |
| Vilela                                               | N 336            |
| Sargento Mor                                         |                  |
| Santa Luzia                                          |                  |
| Carqueijo                                            |                  |
| Mealhada                                             | N 234            |
| Sernadelo                                            |                  |
| Aguim                                                |                  |
| Espairo                                              |                  |
| Anadia                                               | N 235            |
| Malaposta                                            |                  |
| Oliveira do Bairro                                   | N 235            |
| Avelãs de Caminho                                    |                  |
| Aguada de Baixo / Aguada de Cima                     |                  |
| Borralha                                             |                  |
| Recardães                                            | N 333            |
| Águeda                                               |                  |
| Travassô                                             | R 578            |
| Trofa                                                |                  |
| Valongo do Vouga                                     |                  |
| Lamas do Vouga                                       | EM 575           |
| Serém de Cima                                        |                  |
| A 25                                                 | A 25             |
| Sernada do Vouga                                     | EM 576           |
| Albergaria-a-Velha                                   | N 16-2           |
| Albergaria-a-Nova / Branca                           |                  |
| Casaldima / Escusa                                   |                  |
| Chaque                                               |                  |
| Pinheiro da Bemposta                                 |                  |
| Caniços                                              |                  |
| Travanca, Oliveira de Azeméis Sul                    | IC 2 , N 224     |
| Macinhata da Seixa                                   |                  |
| Silvares                                             |                  |
| Oliveira de Azeméis                                  |                  |
| Santiago de Riba-Ul                                  |                  |
| Oliveira de Azeméis Norte                            | IC 2             |
| Cavadas do Couto                                     |                  |
| Vila de Cucujães                                     |                  |
| São João da Madeira                                  | N 227            |
| Arrifana                                             |                  |
| Santa Maria da Feira / Sanfins                       | N 223            |
| São João de Ver                                      |                  |
| Lourosa                                              |                  |
| Mozelos                                              |                  |
| A 41 / Espinho                                       | A 41 IC 24       |
| Seixezelo                                            |                  |
| Carvalhos / Pedroso                                  |                  |
| A 1 / IC 2 / Vila Nova de Gaia                       | A 1 IC 2         |